# Versteck
Das Versteck ist ein Ort, an dem etwas versteckt ist oder an dem sich jemand versteckt hält. Das Wort Versteck stammt aus dem Niederdeutschen, abgeleitet aus mittelniederdeutsch vorstecke, was so viel wie Heimlichkeit, Hintergedanke bedeutet. So wird etwa auch ein Hinterhalt als Versteck, aus dem jemand lauert, derart bezeichnet.

## Etymologie
Das Verb verstecken für ‘verbergen’ wurde im 16. Jahrhundert gebildet; vgl. ahd. firstecken ‘verstopfen’ (13. Jahrhundert), mhd. verstecken ‘ersticken machen’; das Substantiv Versteck für ‘heimlicher Aufbewahrungsort’ wurde im 18. Jahrhundert aus dem mnd. vor allem in der Seemannssprache verwendeten vorstecke ‘Hinterhalt, geheime Absicht’ gebildet.

## Verwendung
Das Wort wird unterschiedlich verwendet, wurde jedoch ursprünglich vor allem in der Militärsprache als Synonym für Hinterhalt gebraucht. So schrieb das Grammatisch-kritisches Wörterbuch der Hochdeutschen Mundart von Johann Christoph Adelung 1801:

„Der Verstêck, des -es, plur. inusit. ein nur im gemeinen Leben für das Verstecken übliches Wort. Die Kinder spielen Versteck, wenn sie sich verstecken. Man gebraucht es auch wohl in der Kriegeskunst, sowohl zu Wasser, als zu Lande, wo Truppen und Kriegesschiffe einen Versteck machen, wenn sie sich in den Hinterhalt legen.“

Das Deutsche Wörterbuch weist darauf hin, dass Versteck zunächst im 18. Jahrhundert aus dem Norddeutschen in die Schriftsprache einging und zunächst für Seekriege üblich war. In der älteste Stelle, in der das Wort nachweisbar ist, zeige aber schon die abgeleiteten Bedeutung ‚hinterlist, geheime Absicht‘: sunder vorstecke unde argelist. Adelung kenne es neben dem kriegstechnischen Ausdruck nur als ein im gemeinen Leben für das Verstecken im Kinderspiel übliches Wort. Um die Wende des 18. und 19. Jahrhunderts tauchte der Begriff erstmals in der Literatur, früh auch in der naturwissenschaftlichen Sprache von Tierbeobachtungen wie zum Beispiel: „den antilopen und wilden schweinen pflegen sie hinter einem versteck aufzulauern“. Weitere und zum Teil jünger sind die Bedeutungen als Zufluchtsort sowie als heimlicher Aufbewahrungsort.
In diesem Sinne wurde das Wort auch für das Untertauchen von Flüchtlingen und für die Gewährung von Unterschlupf an Juden im Nationalsozialismus verwendet. Personen, die Juden bei sich versteckten oder ihnen halfen, ein Versteck zu erreichen, wurden später auch Judenretter genannt.
Nimmt jemand ein „Leben im Versteck“ oder unter falscher Identität auf, spricht man auch von Untertauchen. Es kann sich dabei zum Beispiel um eine Flucht von einem Rechtsverfahren handeln oder um ein Weglaufen von zuhause in ein Frauen- oder Männerhaus.
Im militärischen Sprachgebrauch dient ein getarntes Biwak für die Ruhe von Soldaten abseits von Feindkräften und deren Bewegungslinien als Versteck und wird im Jagdkampf und beim Überleben und Durchschlagen angelegt.